# しあ
しあ（日本名：しあ、英名：SHEER）は、MC、詩人。「しあ」という名前は、本名の一部分と幸せを掛けてできた名前。「生きていて良かったと心から実感できる時間を1秒でも」という想いで、現在も活動を行っている。

## 人物
福岡県出身、東京都在住。6歳の頃から詩を書くことが好きで、A4の真っ白なコピー用紙に手書きで詩集を作っていた。
中学時代より放送部に所属しており、イベントの司会や朗読などの活動も行なっている。また、その頃から、ハロー!プロジェクト(特にモーニング娘。のプラチナ期)に憧れ、オーディションを受けた経験もある。つんく♂の世界観に魅了され、音楽を介したエンターテインメントに強く興味をもつようなった。高校1年時にはじめたヒップホップダンスがきっかけでヒップホップやラップに興味を持つようになり、高校3年時にKEN THE 390による楽曲『Shock feat.SKY-HI,KREVA,Mummy-D』に憧れ、本格的にラップに目覚める。ラップバトルにも出場するようになり、「しあ」として活動するようになった。
大学進学と同時に上京、慶應義塾大学環境情報学部に入学する。大学では音楽活動の一方で、ラップのワークショップや、イベントの企画・司会を行っていた。また、サークル団体NOVAにおいては、300人規模の「映像×音楽×服」をテーマにした、ファッションショーの運営を行った。現在は、エンタメ音楽イベント「せれんでぃぴぃてぃ」を開催。幅広いジャンルの活動に参画し、自分の知見を広げ、アーティスト活動にも活かしている。あっぷるささきとのユニット、「しあっぷる」のボーカルとしても活動。

## 来歴
| 年   | 月                                                               | 概要 | 備考        |
| ---- | ---------------------------------------------------------------- | --- | ----------- |
| 2017 | 3                                                                | 「戦極女帝杯」ベスト4になる。 |             |
| 2017 | 6                                                                | AbemaTV主催の「CINDERELLA MCBATTLE」の第2回大会本戦出場。 | [ 4 ]       |
| 2017 | 12                                                               | AbemaTV主催の「CINDERELLA MCBATTLE」の第3回大会本戦出場。 | [ 5 ]       |
| 2017 |                                                                  | 「大学生ラップ選手権」や「UNIRAP」にHHCとして出場するなどMCバトル活動を行う。 | [ 6 ] [ 7 ] |
| 2017 |                                                                  | テレビ朝日系列の「チルテレ」で『Female Rapper's Delight』に出演。密着取材を受ける。 | [ 8 ]       |
| 2018 | 3                                                                | NHK FM「ラップが僕らのメッセージ 〜フリースタイルラップ・サイファーという武器〜」に出場。 |             |
| 2018 | 7                                                                | NHK総合「ヤングラップバトル 〜Bring the Beat!〜」へ出場。 | [ 9 ]       |
| 2019 | 10                                                               | 自身初となる1stシングル「Petrichor」をavex系列の配信サイトBIG UP!よりデジタルリリース。表題曲とカップリングの「ILLumination」がそれぞれSpotify公式プレイリストに選出される。 | [ 10 ]      |
| 2019 | N高等学校の外部講師としてラップのワークショップを全3回開講する。 | |             |
| 2020 |                                                                  | 2ndシングル「tikuta!!」をリリース。同曲の発表は、相模原町田経済新聞で取り上げられ、ケーブルステーション福岡の情報番組「2755」において8月の月間エンディングにタイアップされた。 | [ 11 ]      |
| 2020 | 9                                                                | 1stシングル「Petrichor」のMVを公開。 |             |
| 2020 | 11                                                               | 11月：3rdシングル「巡る時の中で」をリリース。Apple Music J-ヒップホップの注目トラックに選出される。 |             |
| 2021 | 3                                                                | 俳人岩田奎とmasunojiとのコラボ楽曲「HAITEKU」、4th single「シンデレラにはなれなかった」の楽曲とMVを公開。 |             |
| 2021 | 5                                                                | 毎週金曜日に1曲公開する「FLY!FRIDAY!!」を開催し4楽曲を発表。そのうち「とびきりお洒落をして」と「AMATEUR」のMVが、「スシロー行きたい」のリリックビデオが公開される。スシロー公認の元で「スシロー行きたい」が6月、Zerobase渋谷のビジョンで1週間放映され話題を呼んだ。                                                |             |
| 2021 | 7                                                                | 2ndシングル「tikuta!!」をつんく♂総監修の中2映画「るり子の青春ビート！」に提供。TOKYO青春映画祭及びU-NEXTで公開された。津軽三味線とのコラボEP「三味線トリプル(feat.kiho)」をmasunojiとリリース。そのうちの1曲「KAIZOKU??」がケーブルステーション福岡の情報番組「2755」でも8月の月間エンディングにタイアップされた。 |             |
| 2021 | 9                                                                | 「巡る時の中で」がFM802「RADIO∞INFINITY」でオンエアされた。同曲はFMさがみ「マチラブ！」10月からのエンディングテーマに決定した。 |             |
| 2021 | 10                                                               | テレビ朝日系列「BREAK OUT」の「NextBREAK」コーナーにてネクストブレイクアーティストとして特集され「Petrichor」と「チョコレートコスモス」が紹介された。 |             |
| 2021 | 11                                                               | 「箱庭でダンス」J-WAVE「SONAR MUSIC」でオンエア。 |             |
| 2021 | 11                                                               | 13日：クリエイティブ団体NOVAにおいて、約半年間かけて制作してきたファッションショーイベント「REIWA FASHION WEEK」を開催する |             |
| 2021 | 12                                                               | 自身の1stアルバムである「WORLD OF SHEER」をデジタル配信。 |             |
| 2022 | 2                                                                | 22日：インディペンデントレーベルPRISM TOKYOを、音楽プロデューサーであるmasunojiとマネージャーと共に結成。（現在は活動休止） |             |
| 2022 | 3                                                                | 1stアルバムより「幸せですね」のMVを公開。 |             |
| 2022 | 4                                                                | スシローGWフェア「ゴールデン・ウィークコラボ祭」(4/20～5/8)にて、店内音楽の楽曲を提供。また、スシロー公式のゲームアプリ「打！打！打！だっこずし」のBGMにおいて、「スシロー行きたい」が採用された。 |             |
| 2022 | 5                                                                | 宇宙ゴミの問題をテーマとした楽曲「スペースデブリ」をデジタルリリース。 |             |
| 2022 | 8                                                                | GOMESSとのコラボ楽曲「慰雨」をリリース。 |             |

## ディスコグラフィ
| 発売日         | 形態         | タイトル | producer   | 販売形態               | プレイリスト掲載歴&補足 |
| -------------- | ------------ | --- | ---------- | ---------------------- | --- |
| 2019年10月15日 | 1stシングル  | Petrichor | Sorabeats  | デジタル・ダウンロード | Spotify：「New Music Wednesday」「Eary Noise」「元気booster」「都会の空と音楽と」                                                                                     |
|                |              | ILLumination | Sorabeats  | デジタル・ダウンロード | Spotify：「キラキラポップ：ジャパン」 |
| 2020年6月15日  | 2ndシングル  | tikuta!! | Sorabeats  | デジタル・ダウンロード | Spotify：「キラキラポップ：ジャパン」 |
| 2020年11月4日  | 3rdシングル  | 巡る時の中で | Sorabeats  | デジタル・ダウンロード | - Apple Music：J-ヒップホップ注目トラック - AWA：【邦楽】今週の最新曲 - Spotify：「キラキラポップ：ジャパン」                                                         |
| 2021年3月5日   | シングル     | HAITEKU(feat.岩田奎) | masunoji   | デジタル・ダウンロード | *masunoji,岩田奎と共同制作 |
| 2021年3月31日  | 4thシングル  | シンデレラにはなれなかった | Sorabeats  | デジタル・ダウンロード | - Apple Music：J-ヒップホップ注目トラック - Spotify：「キラキラポップ：ジャパン」                                                                                     |
| 2021年5月7日   | 5thシングル  | とびきりお洒落をして | masunoji   | デジタル・ダウンロード | AWA：【邦楽】今週の最新曲 |
| 2021年5月14日  | シングル     | AMATEUR | masunoji   | デジタル・ダウンロード | - Spotify：「キラキラポップ：ジャパン」 - *masunoji,えりんぬ,ibukiと共同制作                                                                                          |
| 2021年5月28日  | 6thシングル  | 終わりはいつか来るけれど | masunoji   | デジタル・ダウンロード | Apple music：J-ヒップホップ 注目トラック |
| 2021年6月1日   | 7thシングル  | スシロー行きたい | masunoji   | デジタル・ダウンロード | Spotify：「キラキラポップ：ジャパン」 |
| 2021年7月14日  | EP           | 三味線トリプル 1. KAIZOKU?? feat.Kiho 2. チョコレートコスモス feat.Kiho 3. 黄昏 | masunoji   | デジタル・ダウンロード | - Spotify：「キラキラポップ：ジャパン」 - *masunoji.kihoとの共同制作                                                                                                  |
| 2021年10月29日 | 8thシングル  | 箱庭でダンス | masunoji   | デジタル・ダウンロード | - Spotify：「キラキラポップ：ジャパン」 - AWA：【J-HIPHOP】今週の新着曲 , 【邦楽】今週の最新曲                                                                        |
| 2021年11月12日 | 9thシングル  | BRAVE | masunoji   | デジタル・ダウンロード | - Spotify：「キラキラポップ：ジャパン」 - AWA：【J-HIPHOP】今週の新着曲 , 【邦楽】今週の最新曲                                                                        |
| 2021年11月26日 | 10thシングル | 真夜中ひとり | masunoji   | デジタル・ダウンロード | - Spotify：「キラキラポップ：ジャパン」「Electropolis」 - AWA：【邦楽】今週の最新曲                                                                                   |
| 2021年12月10日 | 11thシングル | おふとんさいこー | masunoji   | デジタル・ダウンロード | - Spotify：「キラキラポップ：ジャパン」 - AWA：【J-HIPHOP】今週の新着曲 , 【邦楽】今週の最新曲                                                                        |
| 2021年12月31日 | 1st アルバム | WORLD OF SHEER 1. イラナイ 2. 真夜中ひとり 3. シンデレラにはなれなかった 4. Petrichor 5. 幸せですね 6. BRAVE 7. 箱庭でダンス 8. You are special 9. おふとんさいこー 10. 夢見心地 11. 247年 12. 巡る時の中で | masunoji   | デジタル・ダウンロード | - Apple music：「最新ソング：Jヒップホップ」「J-ヒップホップ：注目トラック」「J-ヒップホップ：ニューリリース」 - AWA：【J-HIPHOP】今週の新着曲 , 【邦楽】今週の最新曲 |
| 2022年5月11日  | 12thシングル | スペースデブリ | masunoji   | デジタル・ダウンロード | - Spotify：「キラキラポップ：ジャパン」 - Apple Music：【オルタナティブ】注目トラック                                                                                 |
| 2022年8月1日   | 13thシングル | 慰雨 / GOMESS&しあ |            | デジタル・ダウンロード | |
| 2022年12月1日  | 14thシングル | なんのために生きているの? |            | デジタル・ダウンロード | |
| 2023年2月14日  | 15thシングル | 好きな気持ち |            | デジタル・ダウンロード | |
| 2023年3月14日  | 16thシングル | 大人になるって心に服を着ることかもね |            | デジタル・ダウンロード | |
| 2023年6月1日   | 17thシングル | せれんでぃぴぃてぃ230222 / しあっぷる | しあっぷる | デジタル・ダウンロード | Spotify：「キラキラポップ：ジャパン」 |
| 2023年11月30日 | 18thシングル | 言語学的ラップの世界 / Mummy-D, 晋平太, TKda黒ぶち, しあ & DJ Mitsu The Beats |            | デジタル・ダウンロード | |
| 2023年12月18日 | 19thシングル | 落ち葉 |            | デジタル・ダウンロード | |

### 参加作品
| 発売日        | タイトル                                                                           |
| ------------- | ---------------------------------------------------------------------------------- |
| 2020年5月20日 | KTY & 4×4=16『PASS THE まんじゅうこわい feat. ゴールドガクタロー, しあ & LAUNDRY』 |

## 外部サイト
- しあ Official Site
- しあ (@sheer_jp) - X（旧Twitter）
- しあ / SHEER (@sheer_jp) - Instagram
- しあ - SHEER - YouTubeチャンネル